# رضامحله (تنکابن)
رضامحله (تنکابن)، روستایی از توابع بخش مرکزی شهرستان تنکابن در استان مازندران ایران است.
روستای رضامحله به‌عنوان بهترین تولید کننده‌ی مرکبات تنکابن (شهسوار) نیز شناخته می‌شود.

## جمعیت
این روستا در دهستان گلیجان قرار دارد و براساس سرشماری مرکز آمار ایران در سال ۱۳۸۵، جمعیت آن ۱۷۹ نفر (۵۴خانوار) بوده‌است.